# USS 엔터프라이즈 (NCC-1701-E)
USS 엔터프라이즈(영어: The USS Enterprise, NCC-1701-E)는 2372년 진수된 가공의 소버린급 계열 함선이다.
2373년 현재 주력 함선이며 승무원 수는 855명이다. 소버린급 계열 함선은, 연방에서의 가장 최신형 함선이다. 길이는 685.7m이며, 최고 속도는 워프 9.8로 12시간 동안이다. 이름에 걸맞게 많은 무기를 탑재하고 있는데, 페이저는 타입 XII이며 28문을 탑재하였다. 광자어뢰는 전방 3문, 후방 6문, 총 9문이며 양자 어뢰는 1문이다.
2373년의 섹터 001에서의 전투에서는 양자 어뢰 3발로 보그 큐브를 파괴하는 위력을 보였다.
2375년의 소나(Son'a)와의 전투에서 소나 종족의 함선 2척을 메트리온 가스(Metreon Gas)의 성질을 이용하여 파괴하였다.
2379년의 시미터(Scimitar)와의 전투에서 I.R.W. 발도어 호와 연합하여 맞서 싸운다. 그러나 시미터의 이중 실드에 고전하자 베타조이드(Betazoid) 종족인 디애나 트로이가 정신 공격(Mind Attack)을 시행, 은폐된 위치를 발견하여 전투가 급진전된다(베타조이드 종족은 다른 종족에 대해 제한된 장거리 정신 공격이 가능하다). 전투 과정에서 접시부 앞부분이 파괴되었다. 이때 데이터가 희생한다.
온라인 게임인 스타 트렉 온라인에 따르면 2385년, 이때는 B-4(데이터의 프로토타입)가 엔터프라이즈-E를 지휘하게 된다. 2년 뒤인 2387년, 로뮬런 제국의 모항성인 로뮬러스가 호부스 항성의 초신성 폭발의 여파로 인해 파괴된다. 이후 로뮬런 제국은 점차 쇠약해지다가 2394년 재건 과정이 완료되어 새 모행성을 래터 3(Rator III), 동행 행성을 래터 4(Rator IV)로 정하면서 다시 성장한다. 한편, 스팍은 이때 실종되는데, 스타 트렉: 더 비기닝의 중반부에서 나오는 것으로 보아, 스팍은 원래 우주에서 평행 우주로 여행한 것으로 보인다. 평행 우주의 2258년에서, 원래 우주의 스팍이 살고 있다.
2408년, 엔터프라이즈-E는 제236우주기지의 연결이 끊기자 이를 조사하기 위해 출항한다. 이후 목적지에 도착하지만, 제236우주기지를 공격하던 언딘(Undine; 보그 분류상으로는 제8472종족)에 의해 공격받아 격전끝에 결국 격침된다. 그러나 대부분의 승무원 및 장교들이 탈출했으며, 데이터 함장 역시 살아남았다. 이후 엔터프라이즈-E는 퇴역 처리된다.